# Egrespatak (Kolozs megye)
Egrespatak (román nyelven Valea Agrişul) település Romániában, Kolozs megyében.

## Fekvése
Tordától nyugatra található.

## Története
Egrespatak, Valea Agrişul Alsójára tartozéka. Nevét 1913-ban és 1954-ben Egrespatak néven említették. 1956-ban vált külön településsé, ekkor 1530 lakosa volt. A 2011 évi népszámláláskor pedig 33 lakost írtak össze a településen.